# Elena Rareș

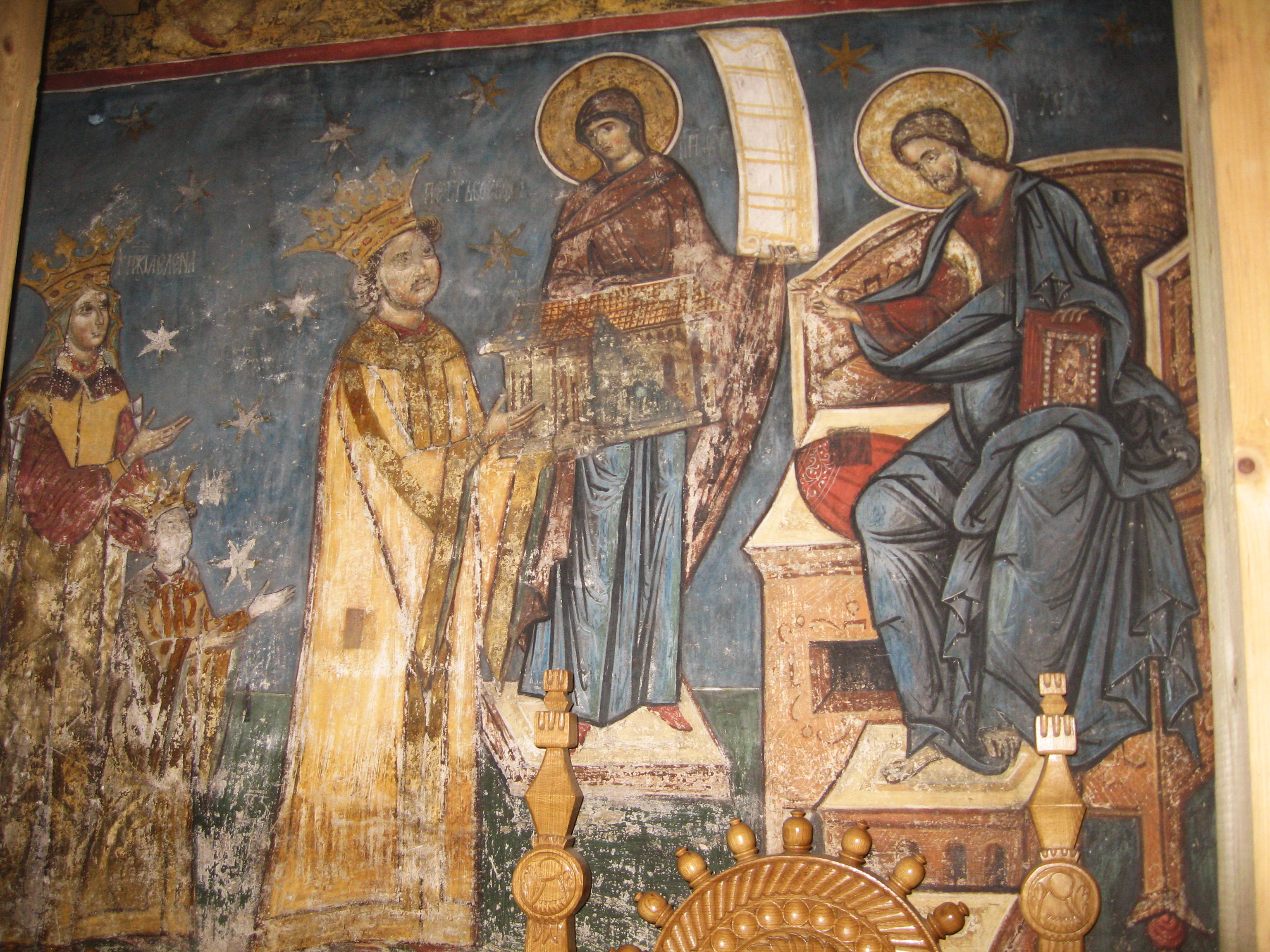
Familia domnului Petru Rareș. Mănăstirea Humor.

Elena (Ecaterina) Rareș (n. aprox. 1490, Serbia – d. 1553, Suceava, Moldova) a fost o principesă sârbă ce a devenit soția domnului Moldovei Petru Rareș (1527–1538, 1541–1546).

## Familie
Era cea de-a doua fiică a prințului sârb Jovan Branković, despot al Serbiei în perioada 1496-1502, și al nobilei Jelena Jakšić. Sora ei vitregă, Despina Milița, a fost soția lui Neagoe Basarab, domn al Țării Românești (1512-1521), și soacră a domnilor Radu de la Afumați și Radu Paisie (prin fiica sa Ruxandra), precum și a lui Ștefăniță Vodă (prin fiica sa Stana).
Principesa Jelena Branković s-a căsătorit cu Petru Rareș, fiu nelegitim al lui Ștefan cel Mare și domn al Moldovei (1527–1538, 1541–1546). Voievodul moldovean era văduv, după ce prima sa soție, Maria (o fată de boier:p. 53), murise la 28 iunie 1529 și fusese înmormântată la Mănăstirea Putna.:p. 464 Petru Rareș și Doamna Elena au avut împreună patru copii: trei băieți (Iliaș (n. 1531), Ștefan (n. 1532) și Constantin (n. 1542)) și o fată (Ruxandra (n. 1538)).:p. 465 Unii autori afirmă în mod eronat că și Despina, cunoscută ca Doamna Chiajna, ar fi fiica lui Petru Rareș și a Doamnei Elena, dar aceasta pare să fie mai degrabă fiica lui Petru Rareș și a primei sale soții.:p. 54

## Soție și mamă de domn

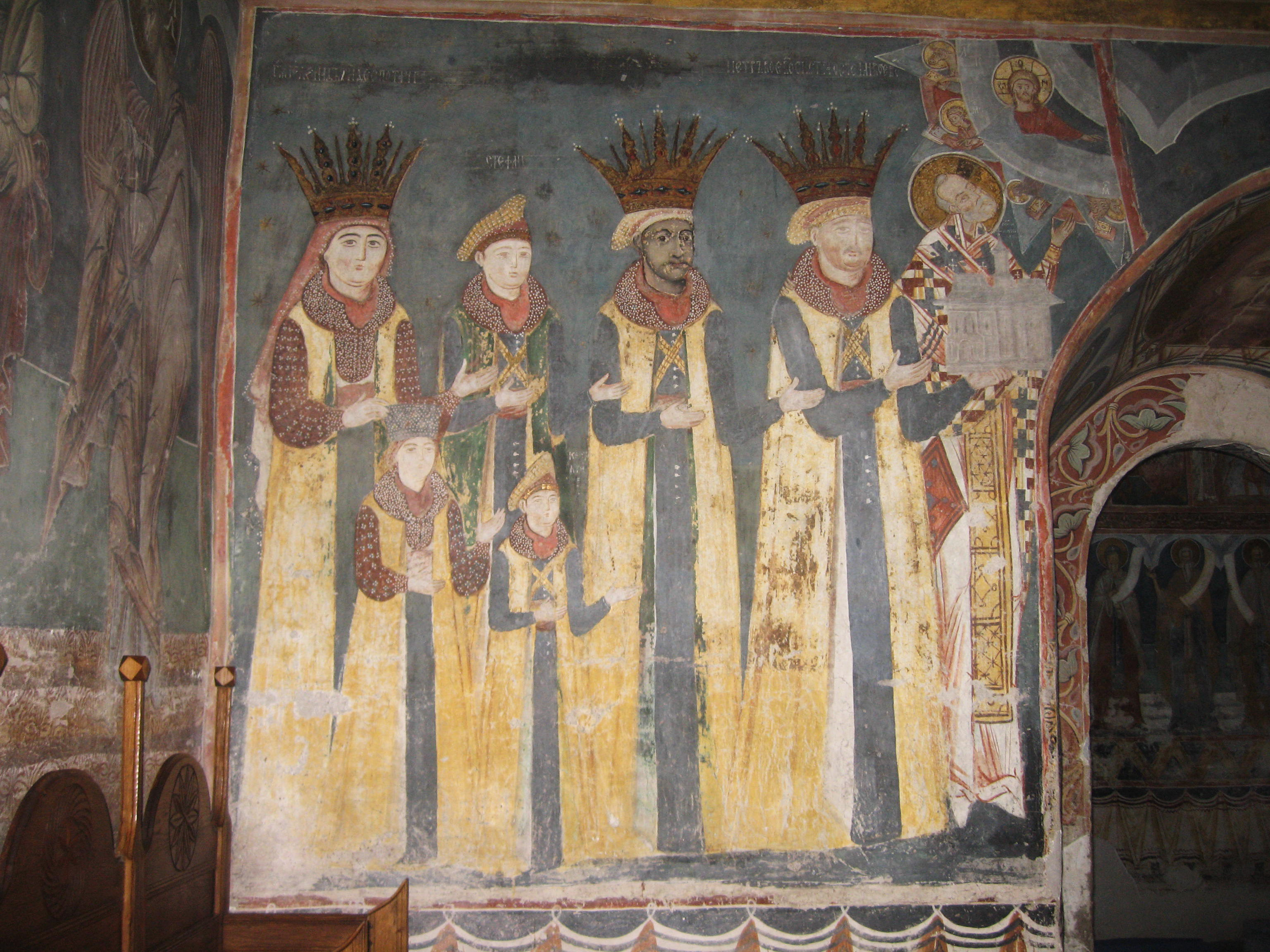
Tabloul votiv de la Probota

Elena a domnit alături de Petru Rareș, în cele două domnii ale acestuia (1527–1538, 1541–1546). Prima domnie a luat sfârșit în anul 1538, atunci când oștile turcești ale sultanului Soliman Magnificul au invadat Moldova, aducându-l ca domn pe Ștefan Lăcustă. Prevăzându-și înfrângerea, voievodul moldovean și-a trimis din timp soția și copiii în Cetatea Ciceului din Transilvania, pe care o stăpânea.:p. 55:p. 452 Cetatea este asediată timp de patru luni de oștile lui Ioan I Zápolya. Domnul rămâne acolo timp de un an și jumătate într-o stare de semiprizonierat. 
Aflat în exil, Petru Rareș a pus-o pe Doamna Elena să scrie o scrisoare în limba sârbă către sultan în care fostul domn al Moldovei își arăta pocăința pentru faptele săvârșite de el și își afirma supunerea către turci dacă va fi sprijinit să ajungă din nou pe tronul țării.:p. 455 Cronicarul Grigore Ureche atestă astfel acest fapt: „Petrecându Pătru vodă în cetatea Ciceiului un an și 6 luni, cu multe nevoi și pedepse de la unguri și nu mai putu suferi răotățile și nevoile ce petrecea la dânșii, au socotit să să dezbată de suptu mâna ungurilor și s-au sfătuitu cu doamnă-sa ca să trimită carte cu mare jalbă și plângere la Suleimanu împăratul turcescu, ca să i să facă milă, să-l ierte, plecându-și capul suptu sabiia împăratului și să trimiță cărți la Ianoșu craiul ungurescu, ca să-l sloboază din țară, să margă la împărăție, să slujască porții împăratului. Și știindu carte sârbască Elena, doamnă-sa, au scris la împăratul cu mare jalobă și plângere, poftindu ca să să milostivască, să-i ierte”.
În ianuarie 1540 Petru Rareș părăsește Cetatea Ciceului și se pleacă la Istanbul, în timp ce Doamna și copiii rămân în cetate. Domnul se îngrijește de soarta familiei sale, trimițându-i periodic vești.:p. 58 Demersurile lui Petru Rareș au avut efect, iar voievodul moldovean a obținut sprijinul turcilor pentru a redobândi domnia țării. El redevine domn al Moldovei în martie 1541 și, după ce-i execută pe boierii trădători, trimite oameni de încredere la Ciceu pentru a-i aduce familia. Doamna și copiii sosesc la Suceava la 25 mai 1541, fiind întâmpinați cu mare bucurie:p. 59 după cum consemnează cronicarul Grigore Ureche: „Întru acestaș anu, daca s-au așezat al doilea rând Pătru vodă la domnie, trimis-au de ș-au adus pre doamnă-sa, pre Elena, și pre fii săi pre Iliiașu și pre Ștefan și pre fiică-sa, Roxanda, de la Ciceu. Și sosindu la Suceava, mai 25 de zile, le-au ieșit Pătru vodă înainte trei mile. Acolo multă bucurie și veselie era la adunarea lor, că pre câtă jale era când să despărțisă de la Ciceu, de să dusése Pătru vodă la Țarigrad, mai multă bucurie și veselie era acum la împreunarea lor”.
Cea de-a doua domnie a sa a durat cinci ani și s-a sfârșit odată cu moartea domnului în anul 1546. Această perioadă a fost una destul de liniștită.:p. 59

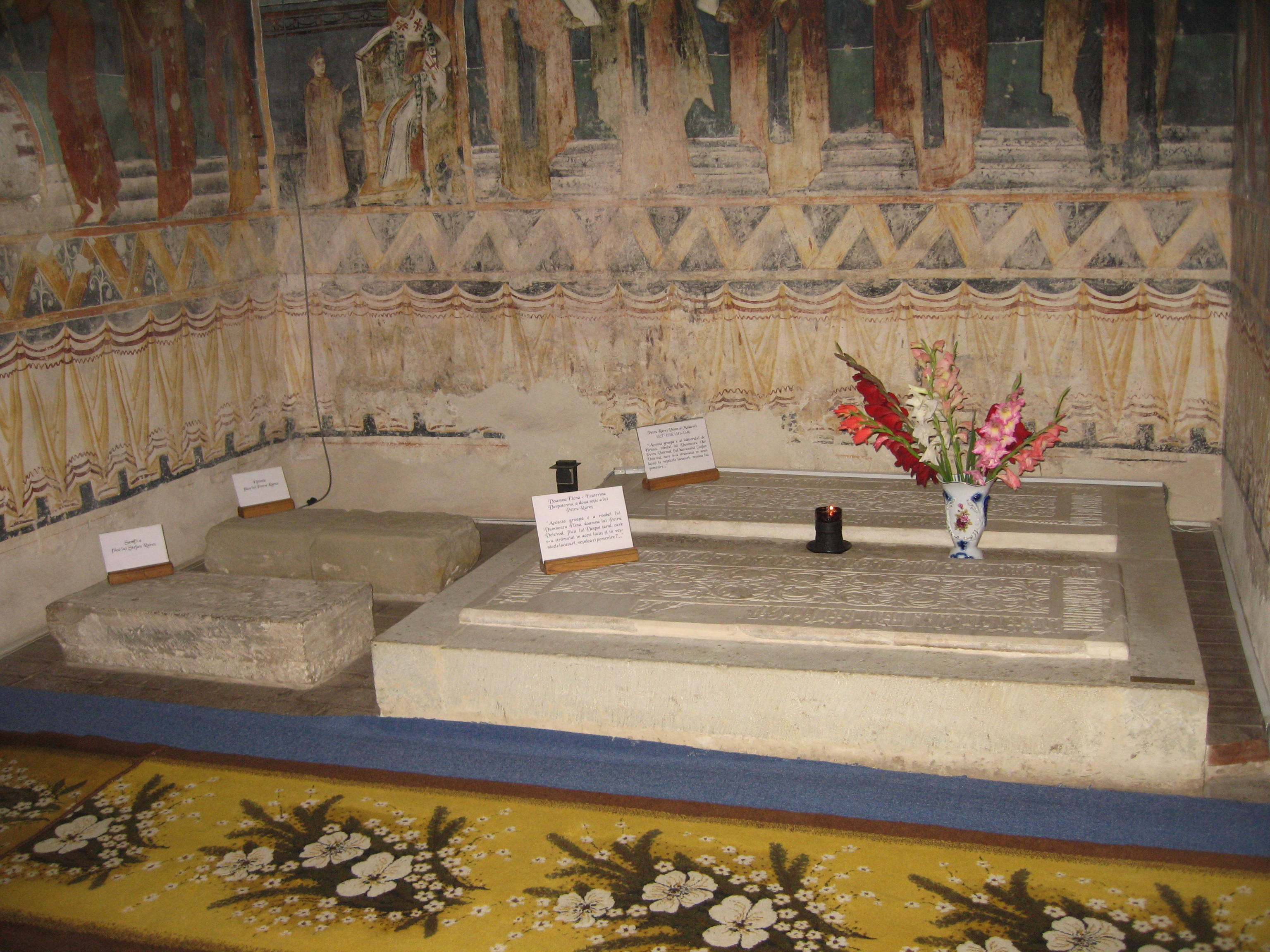
Mormintele lui Petru Rareș, al Doamnei Elena și al celor două fete (Eftimia și Samfira). Mănăstirea Probota.

După moartea lui Petru Rareș, Doamna Elena a domnit ca regentă, împreună cu primul fiu, Iliaș (1546-1551), nevârstnic, o perioadă,:p. 59 și apoi împreună cu al doilea fiu, Ștefan (1551-1552), până la asasinarea acestuia la 1 septembrie 1552. Doamna Elena era "disperata" pentru a-si pune fiii pe tron, deoarec dorea ca linia Raresilor s[ continuie pe linia masculina, ironia fiind ca fiica ei va fi cea care va duce mai departe mostenirea tatalui si a bunicului.„Cel dintâi s-a lepădat de credință și a trecut la mahomedanism, renegare care a fost socotită ca o rușine pentru țară și numele lui fu șters din pomelnice și de pe pisaniile bisericilor. Ștefan Rareș era un om cu mintea tulburată și boierii îl omorâră” (Panaitescu 1990, 155). Cu mare probabilitate, în această perioadă, Elena Ecaterina nu îndrăzni să propună să domnească fi ul cel mic și ea să fi e regentă. Ea voia să ridice la domnie o persoană pe care ar putea- o manipula și dirija și apoi, după ce Constantin va atinge vârsta majoratului, ca să-l poată scoate mai ușor din domnie. În acel an s-a amestecat în problemele succesiunii la tron, sprijinind pe boierul Joldea, fost mare comis, căruia i-a oferit mâna tinerei sale fiice de 17 ani, domnița Ruxandra, pentru a fi îndreptățit să ocupe tronul țării.:p. 60 Alexandru Lăpușneanu a sosit cu ajutor polonez în Moldova și l-a alungat pe Joldea, devenind domnul Moldovei. El s-a căsătorit cu domnița Ruxandra, devenind ginerele Doamnei Elena Rareș.:p. 60 Organizând un complot ce viza urcarea pe tron a lui Constantin, cel de-al treilea fiu, Doamna Elena a murit sugrumată din porunca ginerelui său, Alexandru Lăpușneanu.:p. 60
A fost înmormântată în biserica Mănăstirii Probota, alături de Petru Rareș. Cele două morminte domnești se află în încăperea mormintelor (aflată între pronaos și naos), lângă zidul dinspre pronaos: mormântul lui Petru Rareș se află lângă peretele sudic, iar mormântul doamnei de-a lungul aceluiași perete, înspre culoar. Inscripția în limba slavonă ce se află pe lespedea funerară a mormântului său conține următoarele cuvinte: „Această groapă e a roabei lui Dumnezeu Elina, doamna lui Petru Voievod, fiica lui Despot țarul, care s-a strămutat în acest lăcaș și în veșnicele lăcașuri, Veșnica ei pomenire. 7...”

## Ctitorii
Desi femeile din Moldova au avut si un rol politic , acestea s-au concentrat cel mai mult pe construirea „edificilor religioase, a donarii de sate, vii, paduri si livezi”. 
A ctitorit mai multe lăcașe de cult în Moldova: bisericile „Sfântul Gheorghe” (1551) și „Uspenia” (1552) din Botoșani (târg cu care avea legături speciale, vama fiind apanajul ei personal) sau „Sfânta Înviere” (1551) din Suceava. 
Pisania bisericii ctitorite în Suceava conține următoarea inscripție: „Cu vrerea Tatălui și cu ajutorul Fiului și cu săvârșirea Sfântului Duh, a început acest hram în numele Învierii lui Hristos, L-a făcut și isprăvit Elena Doamna lui Petru Voievod, fiica lui Ioan Despot, pentru sufletul Domnului ei, Petru Voievod, și pentru sine, în anul 7059 [1551], luna ianuarie 15 zile”.
Doamna Elena a continuat și a dus la bun sfârșit reparațiile începute de soțul său și a finalizat lucrările bisericilor ctitorite de ea, așa cum rezultă din  „pisaniile bisericilor Învierea Domnului din Suceava , Sfântul Gheorghe din Botoșani și Adormirea Maicii Domnului din Hârlău”.
La Bilblioteca Patriarhiei din Ierusalim se pastreaza pana astazi un Evanghelier, copiat si ferecat din dorinta "Elenei Despotovna a raposatului domn Io Petru voievod si mama lui Ilias voievod" si daruit manastirii Probota.

## Imagini

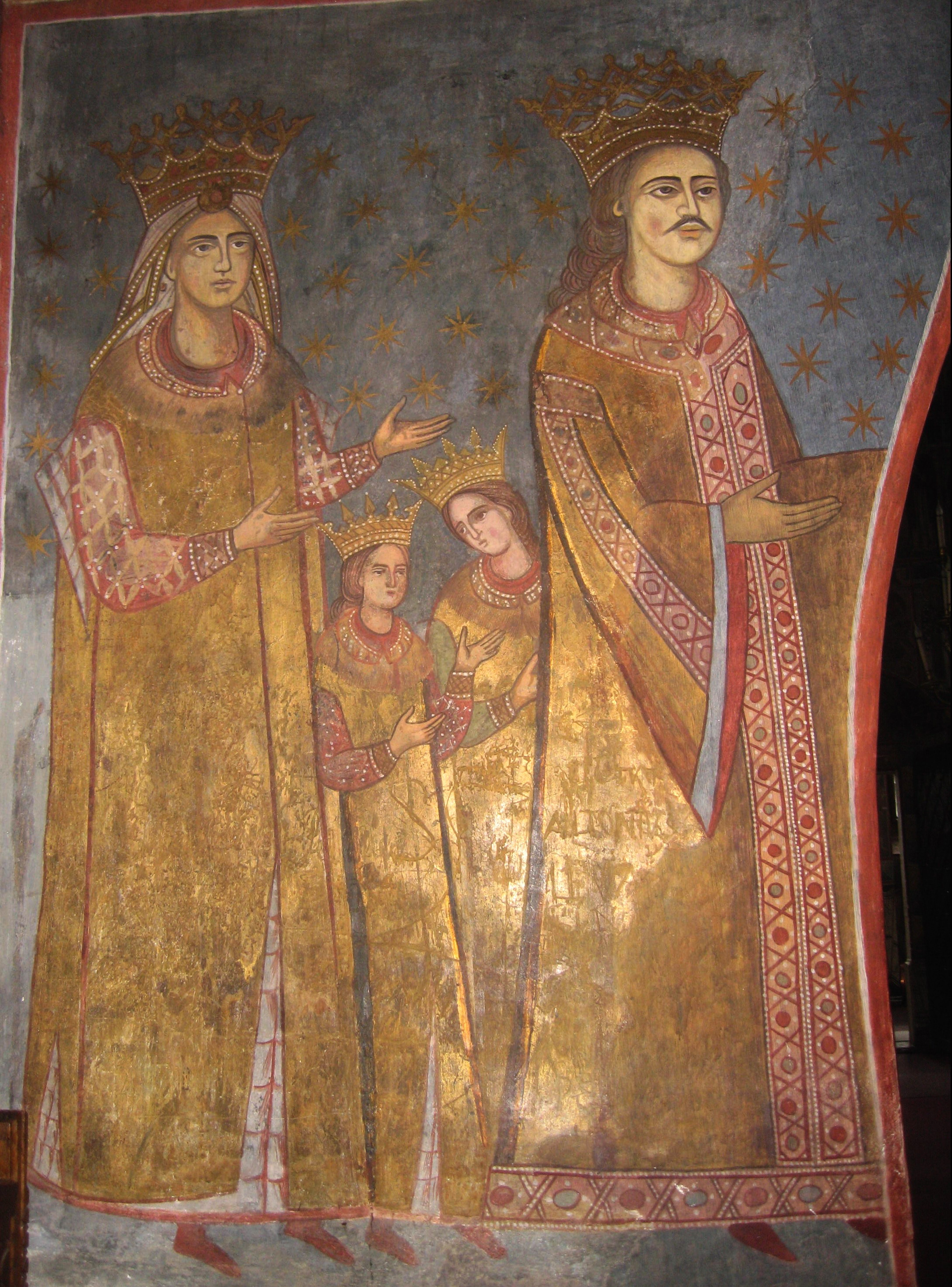
Tablou votiv în care apare domnul Petru Rareș și familia sa. Biserica Sfântul Dumitru din Suceava
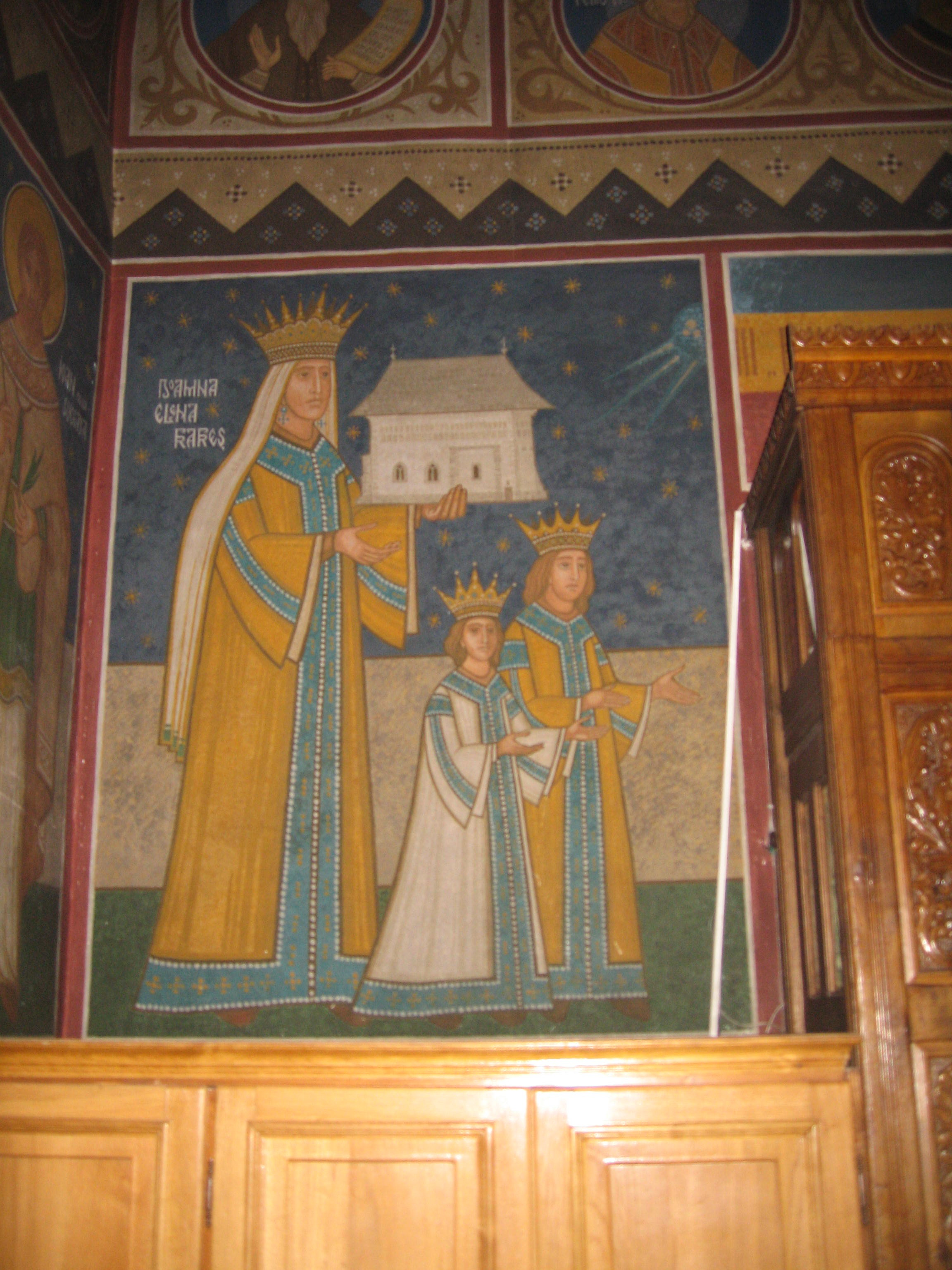
Tabloul votiv. Biserica Învierea Domnului din Suceava
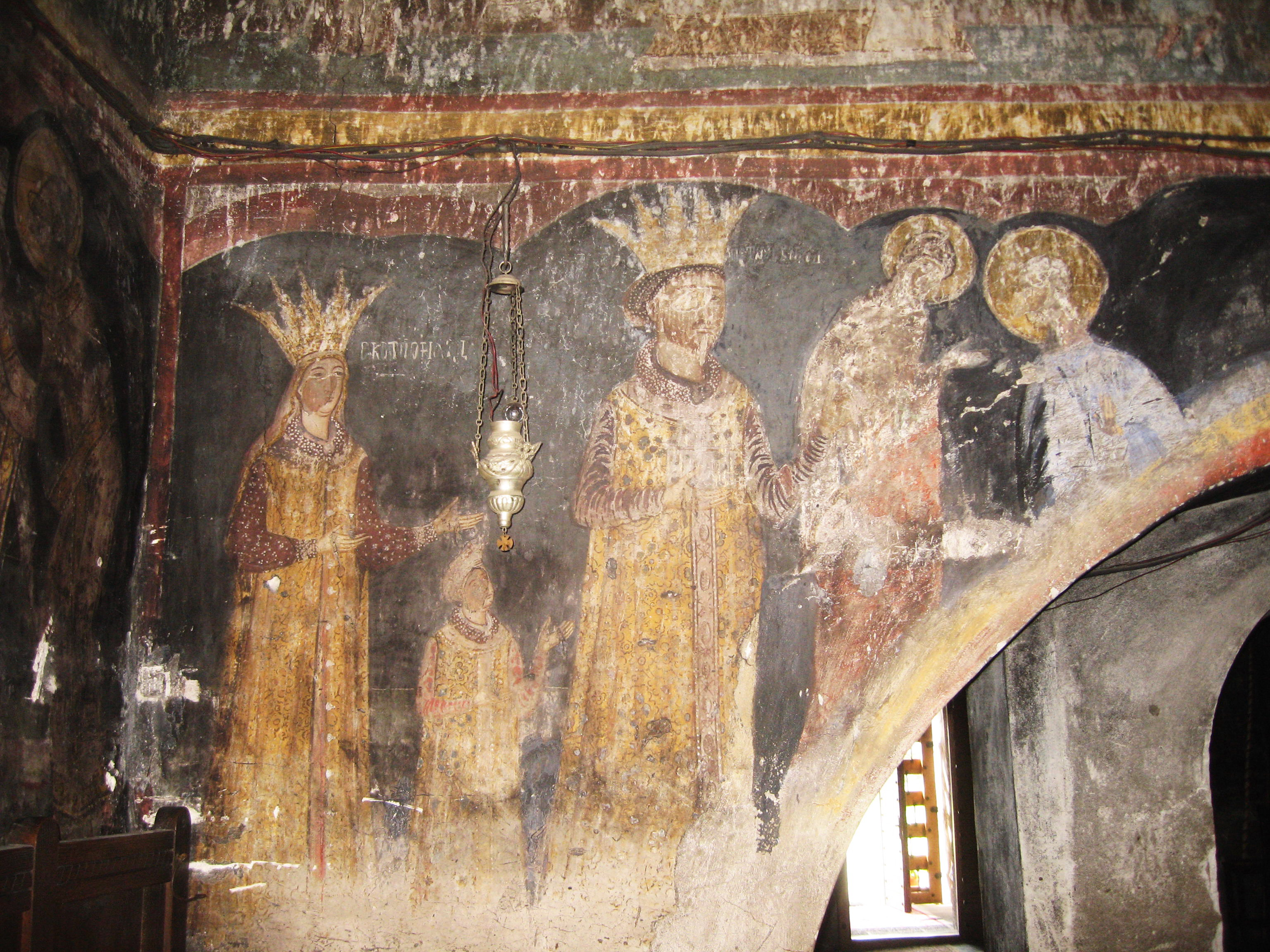
Tabloul votiv. Biserica Adormirea Maicii Domnului din Baia

## Vezi și
- Petru Rareș
- Dinastia Mușatinilor
- Listă de personalități feminine ale României
- Botoșani